# Lista de clubes de basquetebol do Rio de Janeiro
Lista de clubes de basquetebol do estado do Rio de Janeiro, Brasil.

## Campeonato Carioca de Basquete de 2014
- Flamengo (Rio de Janeiro) DECACAMPEÃO 2005 - 2014
- Liga Super Basketball (Nilópolis)
- Macaé (Macaé) VICE-CAMPEÃO EM 2014

## Clubes filiados
| - Associação de Basquetebol Cachoeirense (Cachoeiras de Macacu) - América de Três Rios (Três Rios) - Automóvel Clube (Campos dos Goytacazes) - Botafogo (Rio de Janeiro) - Clube Central (Niterói) - Fluminense (Rio de Janeiro) - Germânia (Rio de Janeiro) | - Grajaú (Rio de Janeiro) - Hebraica (Rio de Janeiro) - Iguaçu Basquete Clube (Nova Iguaçu) - Jacarepaguá (Rio de Janeiro) - Jequiá (Rio de Janeiro) - Liga Macaense (Macaé) - Mangueira (Rio de Janeiro) | - Nova Friburgo (Nova Friburgo) - Olaria (Rio de Janeiro) - Salgueiro (Rio de Janeiro) - Tijuca (Rio de Janeiro) - Vasco da Gama (Rio de Janeiro) - Vila Olímpica do Sampaio (Rio de Janeiro) |

## Clubes desfiliados ou extintos
| - ACM (Rio de Janeiro) - América (Rio de Janeiro) - Bradesco (Rio de Janeiro) - Cabo Frio (Cabo Frio) - Funcionários (Volta Redonda) - Grajaú T.C. (Rio de Janeiro) - Liga Angrense (Angra dos Reis) | - Macaé Sports (Macaé) - Mackenzie (Rio de Janeiro) - Mauá (São Gonçalo) - Municipal (Rio de Janeiro) - Olympico (Rio de Janeiro) - Portuguesa (Rio de Janeiro) - Recreio (Volta Redonda) | - Riachuelo (Rio de Janeiro) - 14 Eventos (Rio de Janeiro) - São Cristóvão (Rio de Janeiro) - Sírio e Libanês (Rio de Janeiro) - Tamoio (São Gonçalo) - Telemar/Rio de Janeiro (Rio de Janeiro) - Velrome (Angra dos Reis) |